# Брондз Дмитро Федорович
Дмитро Федорович Брондз (рос. Дмитрий Фёдорович Брондз; 2 травня 1933, Вінниця — 2 вересня 1971, Харків) — український шашкіст. Майстер спорту СРСР із шашок (1963). Чемпіон УРСР з російських шашок серед чоловіків (1965, 1967).

## Біографія
Дмитро Брондз народився 2 травня 1933 року в місті Вінниця, навчався і жив у місті Дніпропетровську (нині — Дніпро).

### Кар'єра
Очолював шашкову Федерацію міста Дніпропетровська.
Брав участь у фіналі XXIII чемпіонату СРСР з російських шашок серед чоловіків (Лієпая, 1963).
За словами Анатолія Чернишевича, Дмитро Брондз — «гравець гострого стилю, наполегливий, чіпкий, він не боявся грати складні маловивчені позиції, сміливо відходив від теорії, нав'язуючи боротьбу... він так жив: стрімко, напористо, готовий долати будь-які перешкоди, хотів встигнути зробити якомога більше, ніби знаючи, як мало йому відведено життя. Невеликого зросту, міцно скроєний, дуже сильний, зі світлим хвилястим волоссям, доброзичливий».

### Смерть
Загинув в автокатастрофі біля Харкова 2 вересня 1971 року. 
Анатолій Чернишевич: «У Харківському шашковому клубі стартував великий турнір. Дмитро ... повертався до Дніпропетровська через Харків... Він вирішив їхати на таксі. На виїзді з Харкова автомобіль... занесло на слизькій дорозі, і Митя загинув».